# Wielka Żabia Szpara
Die Höhle Wielka Żabia Szpara ist eine Höhle im Massiv der Siedem Granatów oberhalb des Bergsees Meerauge im Tal Dolina Rybiego Potoku in der polnischen Hohen Tatra.

## Lage und Beschreibung
Die Höhle ist ungefähr 36 Meter lang und ungefähr 26 Meter tief. Sie hat eine Öffnung auf einer Höhe von 1650 m n.p.m. Die Höhle wurde Anfang der 1970er Jahre von A. Pawlak entdeckt und 1998/1999 von A. Lichota und W. Cywiński beschrieben. 

## Etymologie
Der Name Wielka Żabia Szpara lässt sich als Große Froschspalte übersetzen.

## Tourismus
Zur Höhle führt kein Wanderweg. Für die Begehung der Höhle ist eine Genehmigung der Verwaltung des Tatra-Nationalparks erforderlich.